# Rameau auriculaire antérieur de l'artère temporale superficielle
Les rameaux auriculaires antérieurs de l'artère temporale superficielle sont des artères systémiques paires de la tête. Ils vascularisent le pavillon de l'oreille.

## Origine
Les rameaux auriculaires antérieurs naissent de l'artère temporale superficielle au-dessus du tragus.

## Trajet
Les rameaux auriculaires antérieurs de l'artère temporale superficielle se distribuent à la partie antérieure de l'auricule entre la peau et le cartilage de l'auricule.
Ils vascularisent le conduit auditif externe et le pavillon de l'oreille.
Ils s'anastomosent avec l'artère auriculaire postérieure.